# ناسيني ليه (أغنية تامر حسني)
«ناسيني ليه» هي أغنية للمغني المصري تامر حسني. تم إصدارها في 16 فبراير 2019 كثاني أغنية منفردة من ألبومه الإستديو الثاني عشر عيش بشوقك (2018). الأغنية من كلمات الشاعر تامر حسين، ومن ألحان تامر علي، ومن إنتاج شركة حسني تي إتش بروداكشن.

## عن الأغنية
في 2 أغسطس 2018 نشر تامر حسني علي قناته الرسمية علي موقع يوتيوب فيديو كلمات للأغنية، ويظهر في الفيديو المطربة السعودية أسيل عمران.

## الفيديو كليب
قام تامر حسني بإصدار الفيديو كليب الرسمي للأغنية مساء السبت 16 فبراير 2019 عبر قناته الرسمية علي موقع يوتيوب. الفيديو كليب من إخراج سعيد الماروق، وقد تم التصوير في محافظة الإسكندرية؛ وبالأخص في شاطئ المنتزة، ومكتبة الإسكندرية الجديدة، وبعض شوارع المحافظة. شاركت المطربة أسيل عمران تامر حسني أيضا في الكليب، ولعبت دور الفتاة التي يحبها. حققت الأغنية أكثر من مليونين و200.000 مشاهدة، وأصبحت تتنافس علي صدارة الترند في مصر بعد ساعات قليلة من طرح الفيديو كليب. تم طرح هاشتاج #ناسيني_ليه، وحل بالمرتبة الأولي علي الترند بمصر بعد ساعات قليلة من إصدار الفيديو كليب. تفاعل الكثير من الجمهور مع الكليب معبرين عن تأثرهم بلحظات الفراق وبعض اللحظات الرومانسية التي جمعت بين المطربين.

## وصلات خارجية
أغنية مصورة

  "ناسيني ليه (فيديو كلمات)" على يوتيوب
أغنية مصورة

  "ناسيني ليه (فيديو كليب)" على يوتيوب